# Dichromastax brunneoviridis
Dichromastax brunneoviridis är en insektsart som beskrevs av Marius Descamps 1971. Dichromastax brunneoviridis ingår i släktet Dichromastax och familjen Euschmidtiidae. Inga underarter finns listade i Catalogue of Life.